# Albert Guinchard
Albert Guinchard (Ginevra, 10 novembre 1914 – Ginevra, 19 maggio 1971) è stato un calciatore svizzero, di ruolo difensore.